# عملية جوشوا
عملية جوشوا تعرف أيضاً بعملية سبأ هي عملية رحلت 494 يهودي إثيوبي من مخيمات اللاجئين في السودان إلى إسرائيل في 1985.